# Птицын, Олег Кронидович
Оле́г Крони́дович Пти́цын (27 сентября 1947 — 7 июня 2000) — русский художник-портретист (график), абстракционист, пейзажист и резчик по дереву.

## Биография
Родился и вырос в Иванове, в семье полковника милиции, окончил школу № 33. Затем поступил в Ивановское художественное училище (ОГОУ «Ивановское областное художественное училище имени М. И. Малютина»), в котором нашёл призвание всей своей жизни — живопись. Своим Учителем он называл Виктора Алексеевича Орлова, а духовным наставником — Всеволода Федоровича Дубынина. Олега считали художником от Бога, и он по праву может называться гордостью Ивановской земли.
Михаил Яроцкий:

Олег Птицын — художник от Бога. Он неповторим и в полотнах, и в рисунках. Пейзажи, натюрморты, композиции, графика… Трудно сказать, в чём Птицын сильнее и интереснее. Рука Мастера ощущается в любой мелочи, но при этом чувствуется четкость и глубина общего замысла.
Одна особенность: даже глядя на его большие по размеру полотна, рискну сказать, что Олег — художник камерный. Это не в обиду: даже большие симфонии Моцарта воспринимаются как камерные. Однако камерность эта исполнена большой глубины.

В 60-х годах Олег Птицын приходит в Поэтический молодёжный театр-студию Регины Михайловны Гринберг. Здесь он работает помощником скульптора Эрнста Неизвестного (художника спектаклей в театре).
Сергей Погодин

В Иваново Эрнсту Неизвестному помогал местный художник Олег Птицын, с которым он как-то сразу подружился. Понимали они друг друга с полуслова. 
А. Высотина:

Он был талантливым графиком и живописцем. Всё его творчество пронизано поэзией. Живописные произведения мастера полны нежности, трепетной радости, восхищения неисчерпаемыми богатствами природы.

Ян Бруштейн:

Олег Птицын был в Иванове, как сказали бы сегодня, знаковой и, пожалуй, культовой фигурой. Не член никаких творческих союзов, не лауреат никаких премий, он был известен всем и любим многими. Не диссидент, не авангардист, просто очень хороший и совершенно не официальный художник.

Вячеслав Поюров:

Как Олег Птицын? Он же так и не стал членом Союза.
— В том числе. У него была своя жизнь, свои закидоны, ему больше нравилось быть пропагандистом литературного творчества — он мог часами стихи читать. Он упивался собой. Художник он был замечательный, но не проходил на выставки по идеологическим требованиям.
Александр Александров:

Творческая фантазия гениально одарённого художника (а я всегда считал таковым Олега) не подчиняется обычной человеческой логике. 
Многие признавали Олега Птицына лучшим портретистом г. Иваново. Отличительной чертой его творчества был внутренний мир портретируемых, который Олег Птицын мог показать в своих картинах.
В Иванове прошло несколько персональных выставок Олега Птицына:
1992 год — Выставочный зал Союза художников;
1993, 1994 годы — Белый зал Краеведческого музея им. Д. Г. Бурылина;
1994 год — Российский фонд культуры и центр «Ювента»;
1995 год — Дом-музей Б. И. Пророкова;
1996 год — Художественное училище, Музыкальное училище и Библиотека для детей и юношества;
1997 год — Российский фонд культуры.
В 1994 г. вышел в свет альбом графических работ. Несколько раз картины использовались при оформлении книг и альбомов.
В мае 2011 года в Ивановской Государственной Текстильной Академии открылась памятная доска в память об Олеге Птицыне.
11 мая 2012 года открылась персональная выставка Олега Птицына в Художественной галерее «Классика».
3 октября 2013 года состоялась презентация книги «Олег Птицын. Рисунок» (ISBN 978-5-905908-43-9).
Выставки с участием работ Олега Птицына проходят и сейчас.
30 мая 2017 года состоялась выставка ко дню памяти Олега Птицына «Второе дыхание».
2025 год — издана книга «Олег Птицын. Живопись» (ISBN 978-5-00258-268-6).